# Communauté de communes de la Viadène
La  Communauté de Communes de la Viadène  est une ancienne communauté de communes française, située dans le département de l'Aveyron.

## Composition
Elle était composée des communes suivantes :
| Nom                           | Code Insee | Gentilé             | Superficie (km2) | Population (dernière pop. légale) | Densité (hab./km2) |
| ----------------------------- | ---------- | ------------------- | ---------------- | --------------------------------- | ------------------ |
| Saint-Amans-des-Cots (siège)  | 12209      | Saint-Amanéens      | 41,51            | 754 (2014)                        | 18                 |
| Campouriez                    | 12048      | Campouriéziens      | 18,38            | 358 (2014)                        | 19                 |
| Florentin-la-Capelle          | 12103      | Florentinais        | 36,80            | 288 (2014)                        | 7,8                |
| Huparlac                      | 12116      | Huparlacois         | 24,70            | 245 (2014)                        | 9,9                |
| Montézic                      | 12151      | Montézicois         | 18,87            | 250 (2014)                        | 13                 |
| Saint-Symphorien-de-Thénières | 12250      | Saint-Symphoriénois | 31,63            | 224 (2014)                        | 7,1                |

## Sources
- Base de données ASPIC pour l'Aveyron, édition 11/2006.
- le SPLAF pour l'Aveyron, édition 11/2006.